# Flüchtlingslager Uelzen-Bohldamm
Das Flüchtlingslager Uelzen-Bohldamm, auch Notaufnahmelager Uelzen-Bohldamm und Bohldammlager, war von 1945 bis 1963 ein Notaufnahmelager in Uelzen.

## Geschichte des Notaufnahmelagers
Das Lager war von der britischen Militärregierung im September 1945 als Kontroll- und Lenkungsinstrument auf dem Platz Ecke Bohldamm und Von-Estorff-Straße eingerichtet. Es bestand bis März 1963. In dieser Zeit durchliefen es etwa 1,3 Millionen Vertriebene aus den ehemaligen Ostgebieten und etwa 750.000 Flüchtlinge aus der DDR. Die Vertriebenen wurden in Güterzügen zum Halt am Bohldamm transportiert. Hier erfolgte ihre Entlausung, Aufnahme und Registrierung. Die Vertriebenen und Flüchtlinge wurden weiterverteilt auf Städte beziehungsweise Lager, wie z. B. auf das Camp Reinsehlen.
Die Einrichtung wurde zur zentralen Aufnahmestelle in Niedersachsen. Von 1947 an wurde auch die Unterscheidung nach politisch Verfolgten und anderweitigen Flüchtlingen vorgenommen. 
Anfang 1947 gab sich der SPD-Politiker und damalige Leiter des Bezirksflüchtlingsamtes Lüneburg, Heinrich Albertz, als Flüchtling aus und durchlief das Aufnahmeverfahren. Sein Urteil danach betraf die aus der sowjetischen Zone Geflüchteten. Ihnen sprach er den eigentlichen Flüchtlingsstatus ab und sah sogar durch diesen Personenkreis eine Blockade für die Vertriebenen und Flüchtlinge aus den ehemaligen Ostgebieten gegeben. Uelzen wäre ein „Institut zur Aufnahme asozialer und krimineller Elemente“. In Die Zeit schrieb Jan Molitor 1948 und 1949 über das Lager.
Das Flüchtlingslager Uelzen-Bohldamm wurde ab 1950 durch das Notaufnahmegesetz (neben Gießen und später ab 1952 Marienfelde) als eines von zwei Bundesnotaufnahmelagern für Geflüchtete aus der Sowjetischen Besatzungszone und später der DDR genutzt.
Anfangs bestand das Flüchtlingslager noch aus Zelten, entwickelte sich aber später zu einem Komplex aus ca. 60 Gebäuden. Bis zu 450 feste Mitarbeiter und zahlreiche ehrenamtliche Helfer versorgten bis zu 8.000 Flüchtlinge. Bis Dezember 1945 waren bereits 8.000 Flüchtlinge in das Lager gekommen. Von Mai 1946 bis September 1947 waren es sogar im Schnitt 6.000 Flüchtlinge pro Tag. Mit dem Mauerbau 1961 ging die Zahl der deutschen Flüchtlinge merklich zurück.
Seit dem 19. Juni 2019 erinnert am Standort eine Gedenktafel an das Flüchtlingslager.